# Marie Laforêt
Maitena Douménach, més coneguda com a   Marie Laforêt    (Solac de Mar, 5 d'octubre de 1939 - Genolier, 2 de novembre de 2019), va ser una cantant i actriu francesa. Des de 1978, va viure a Ginebra i tenia també la nacionalitat suïssa.

## Origen dels seus noms
El seu primer nom, Maitena, d'origen basc, té el significat d'«estimada», i es posat de vegades a habitants del Llenguadoc, sobretot dels Pirineus, i s'assembla al diminutiu local de Marie-Thérèse, Maïthé. El cognom del seu pare, Douménach, és d'origen català (corresponent a Domènech en català).
L'artista, que va rebutjar tota mena de exclusivismes nacionalistes, es va caracteritzar més d'una vegada com a «ariégeoise».

## Infantesa i adolescència
Maitena Douménach va néixer a Solac, a la Gironda, a la vila de Rithé-Rilou, i li van posar Maitena pels noms de la seva tia i de la seva mare: Marie-Thérèse i Marie-Louise Sant Guily. La família del seu pare, l'industrial Jean Douménach, procedia d'Oleta i Èvol, poble dels Pirineus Orientals, situat als marges de la Têt. El seu rebesavi pel costat patern, Louis Doumenach, va dirigir a L'Avelhanet, a l'Arieja, una empresa tèxtil, i el seu avi va construir cabanons a Solac el 1886.
Durant la guerra, el seu pare va ser detingut com a presoner de guerra a Alemanya i ella, la seva germana Alexandra i la seva mare van passar moltes privacions. Amb tres anys, segons les revelacions ulteriors de la cantant, va patir una greu agressió, els records del qual la marcaran per molt de temps. Va evocar aquest episodi traumàtic, i d'altres, a l'emissió de Thierry Ardisson.
Durant la guerra, els Doumenach troben refugi a Caors i al municipi dels avantpassats, L'Avelhanet. Després de la guerra i el retorn del pare el maig de 1945, la família viu a Valenciennes, on el pare dirigeix un taller de construccions ferroviàries, mentre que Maitena va a l'escola a l'institut Watteau, fins a cinquè. A continuació els Doumenach s'estableixen a París.
Després d'apropar-se a la religió i d'haver reflexionat un temps sobre la idea d'ingressar en un convent, segueix a París estudis al liceu Jean-de-La Fontaine, on comença a experimentar un viu interès per les seves primeres experiències de l'art dramàtic, que tenen per a ella un efecte beneficiós i catàrtic.

## Carrera
La seva carrera comença després que ha assolit el concurs «Naixement d'una estrella», organitzat per Europe 1 l'any 1959. Hauria reemplaçat la seva germana sobre la marxa. Aconsegueix un paper en un film de Louis Malle, Llibertat. Observada per Raymond Rouleau, assisteix als seus cursos de teatre. El projecte de film de Louis Malle és, al cap i a la fi, abandonat i amb Alain Delon i fa la seva primera aparició en el cinema amb Maurice Ronet en el film "Plein soleil", de René Clément.
Segueix treballant en el cinema i el 1961 es casa amb el director Jean-Gabriel Albicocco (1936-2001), que la fa actuar a dos dels seus films: La Fille aux yeux d'or, inspìrat en la novel·la homònima d'Honoré de Balzac i Le Rat d'Amerique inspìrat en una novel·la de Jacques Lanzmann, en la qual participa un altre cantant actor, Charles Aznavour. El febrer de 1963 surt el seu segon disc de 45 rpm (a partir de la banda original del film de Marcel Moussy Sant-Tropez Blues de 1960, que grava amb el seu amic d'infantesa Jacques Higelin), que marcarà la seva carrera per sempre. És l'arribada dels Vendanges de l'amour, escrit per Danyel Gérard.
Després de la seva ruptura amb Albicocco, es casa (1965-1967) amb Judes Azuelos, home de negocis d'origen marroquí jueu, amb qui té dos fills, un d'ells és Lisa Azuelos, que esdevindrà directora de cinema. El 1971 es casa amb Alain Kahn-Sriber, home de negocis i col·leccionista d'art amb qui el 1974 té un tercer fill, Ève-Marie-Deborah.
Els èxits s'encadenen: Frantz el 1963 (duo amb Guy Béart), Viens sur la montagne i la Tendresse ek 1964; Katy cruelle i la Bague au doigt el 1965, i Marie-douceur, Marie-colère (adaptació de Paint it black, Manchester et Liverpool) i La Voix du silence (versió francesa de Sounds of silence) el 1966. El 1967, Ivan, Boris et moi és un èxit popular així com Mon amour, mon ami. A finals de 1968, Marie Laforêt torna amb força als hit-parades gràcies a l'èxit Que calor la vida.
Al final dels anys 1960, fa un gir a la seva carrera i desitja orientar-la cap a títols més personals i enfocats als folklores americans i europeus, una mena de world music de la qual serà una pionera a França. Així, canta al Olympia l'any 1969 (recital gravat en disc), a Bobino l'any següent i al Théâtre de la Ville el 1971-72. El període situat entre 1968 i 1972 és el més ric i el més autèntic en un pla artístic, i la duu al escenaris de tot el món. En aquesta època signa els seus textos amb el pseudònim de Françoise They. Però això no agrada a la CBS, la seva nova casa de discos, que esperava d'ella èxits i cançons lleugeres. Marie Laforêt tenia ganes de cançons de bressol iugoslaves i ritmes brasilers (treballa amb Egberto Gismonti i amb l'argentí Jorge Milchberg). La cantant signa llavors amb la discogràfica Polydor i després d'un últim àlbum molt personal l'any 1972, que és un fracàs comercial, decideix renunciar als seus gustos musicals per deixar-se guiar pels seus productors i respondre a les demandes d'un públic més ampli.
Diversos grans èxits populars marquen, no obstant això, aquest període comercial: Viens, viens, adaptació d'un èxit alemany, Mais je t'aime, L'Amour comme à 16 ans, Tant qu'il y aura des chevaux, el 1973; Cadeau, el 1974, adaptació de l'èxit country No Charge; Maine-Montparnasse, el 1976, i Il a neigé sur Yesterday, el 1977, cançó-homenatge als Beatles. L'agost de 1977, decideix instal·lar-se a Suïssa i anuncia renunciar als enregistraments, amb la finalitat d'escapar a l'excés de mediatització i poder escriure llibres en l'anonimat.
Un altre home important a la seva vida, Pierre Cornette de Sant Cyr, subhastador, escriptor i col·leccionista d'art, la inicia, al final dels anys 1970, en el mercat d'art. Instal·lada a Ginebra el 1978, hi té, fins al 1981, una galeria d'art, en la qual també fa de subhastadora. El 1979, però, torna de nou al cinema i intervé a Flic ou voyou al costat de Jean-Paul Belmondo i de Michel Galabru.
El 1980 es casa amb Pierre Meyer. Després d'una incursió per la literatura amb la publicació de Contes i llegendes de la meva vida privada (publicat a Stock), Marie Laforêt es consagra sobretot al cinema, a França, però també a Itàlia. El seu paper més destacat llavors és al film argentí Tangos, l'exili de Gardel, que obté el premi del jurat al Festival de Venècia el 1985. També treu algun disc, com ara Blanche nuit de satin (una nova versió de Nights in White Satin del grup The Moody Blues).

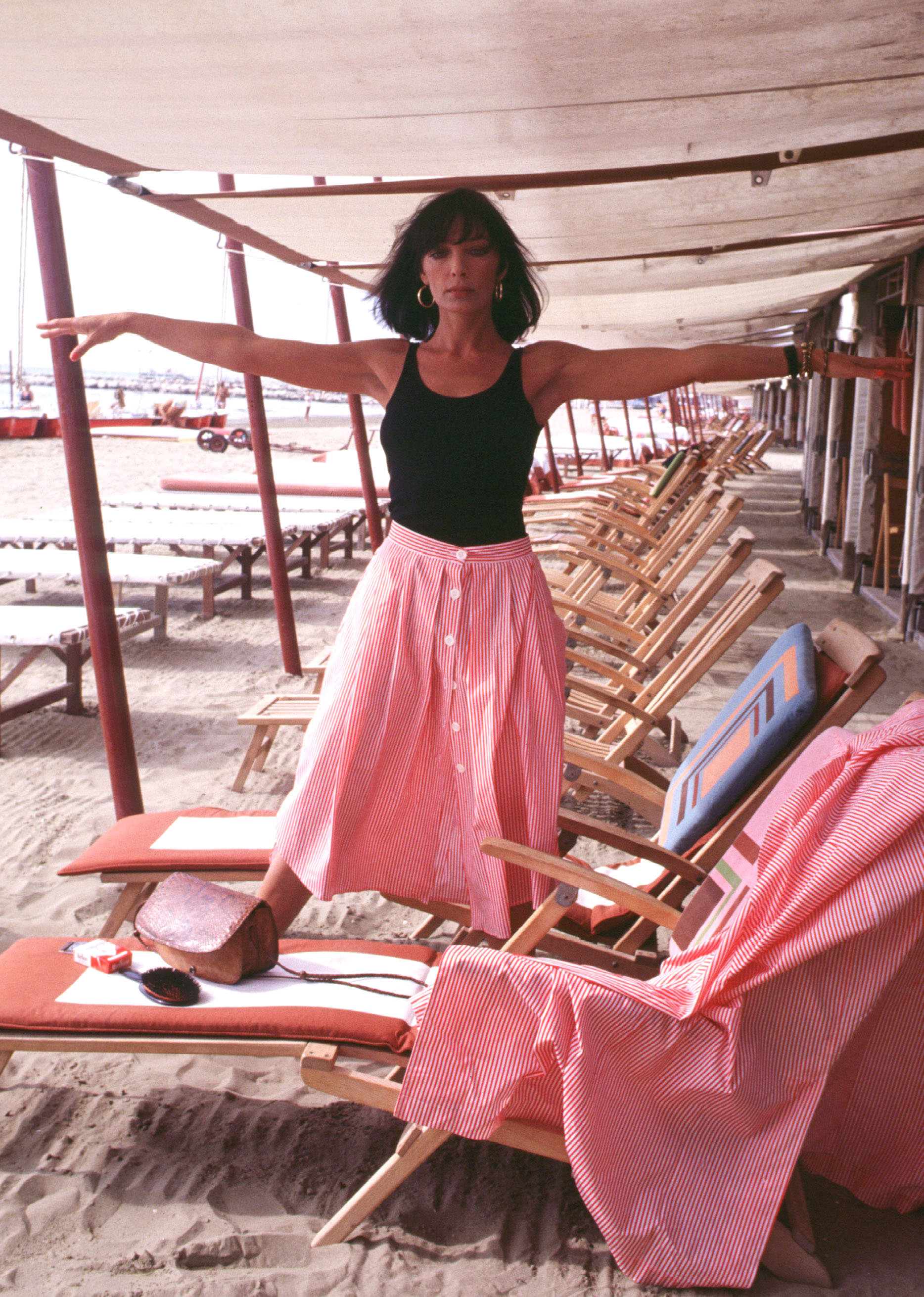
Marie Laforêt a la Mostra de Venècia el 1994.

El 7 de setembre de 1990 es casa amb l'agent de canvi Éric (Georges Just) de Lavandeyra, del qual se separa el 1994. Torna al món del disc el 1993 amb un àlbum del qual signa tots els textos, sense pseudònim aquesta vegada, Reconnaissances dels quals sortirien dos senzills Genève... ou bien i Richard Toll. El 1994, la cantant publica una compilació en quatre volums que són un recull dels seus trenta anys de carrera discogràfica. Durant els anys 1990 també es dedica al cinema, amb Tykho Moon de Enki Bilal.
El 1998, el seu àlbum Voyages au long cours conté disset inèdits gravats en directe en una gira mundial (1969-1970). Hi canta en anglès (Barbara Allen), en espanyol (Cabrestero), en italià (Cicerenella), en rus, en romanès tan bé com en francès (Marleau). Marie Laforêt ha cantat en directe cançons que han quedat inèdites com Mon cœur se balance, basada en una composició de Mendelssohn.
El 2001, publica Mes petites magies, livre de recettes pour devenir jeune, un llibre de receptes de bellesa. El 2002, publica Panier de crabes: les vrais maîtres du monde, un llibre compromès on denuncia les derives de les finances, món que va conèixer a través del seu marit Éric de Lavandeyra.
Després d'haver interpretat Maria Callas a Master Class, paper que li suposa excel·lents critiques (nominació als premis Molières l'any 2000 per la seva interpretació), reemplaça Isabelle Mergault a l'obra de Laurent Ruquier La presse est unanime l'any 2003. Actua també durant un mes a l'Espai Cardin l'any 2004 en Jesus la Caille, adaptació de la novel·la Jésus-la-Caille de Francis Carco. Participa cada setmana a Europe 1 a l'emissió radiofònica de Laurent Ruquier On va s'gêner.
Marie Laforêt torna a l'escenari del 14 al 16 de juliol de 2005, en el marc del Festival Just for Laughs de Mont-real, en la pre-estrena d'una sèrie d'espectacles que acull el Théâtre des Bouffes-Parisiens, a París, del 12 al 24 de setembre de 2005, per a la seva primera gira com a cantant des de 1972. Després de dos anys d'espera, s'anuncien una sèrie de concerts per setembre 2007 i una gira de comiat, que s'anul·len per problemes de salut de la cantant.
El mateix any, Robert (autor-compositor de l'escena alternativa francesa) reprèn la Prière pour aller au paradis creada per Marie Laforêt el 1973, en el seu quart àlbum Six pieds sous terre.
Marie Laforêt, casada cinc vegades, va tenir tres fills: Lisa Azuelos (nascuda l'any 1965), la directora del film LOL i Dalida, i Jean-Mehdi-Abraham Azuelos (nascut l'any 1967), fills de Judes Azuelos, i Ève-Marie-Deborah (nascuda l'any 1974), filla d'Alain Kahn-Sriber. Va morir a Genolier (Suïssa) el 2 de novembre de 2019

## Filmografia
- 1959: Bonsoir Marie Laforêt curtmetratge de Jean-Gabriel Albicocco per la TV americana formant part d'una sèrie de curtmetratges sobre diferents joves actrius de la Nouvelle-Vague
- 1960: Plein Soleil de René Clément: Marge Duval
- 1961: Sant-Tropez Blues de Marcel Moussy: Anne-Marie (amb Jacques Higelin com a company)
- 1961: La Fille aux yeux d'or (Lleó d'Argent al Festival de Venècia 1961) de Jean-Gabriel Albicocco: La noia
- 1961: Les Amours célèbres, esquetx Les actrius: Srta. Georges
- 1961: Le Rouge et le Noir (de la novel·la de Stendhal) de Pierre Cardenal: Mathilde de la Mole
- 1962: Los 4 golpes (Les 4 coups) curtmetratge (durada 4 min) inèdit de i amb François Truffaut i Marie Laforêt (presentat per la Cinémathèque Française l'any 2014)
- 1962: Le Rat d'Amérique de Jean-Gabriel Albicocco: Maria
- 1962: Leviathan (Gran Premi de la critica Festival de Venècia) de Léonard Keigel: Angèle
- 1963: Cherchez l'idole de Michel Boisrond
- 1963: À cause, à cause d'une femme de Michel Deville: Agathe
- 1964: La Chasse à l'homme de Édouard Molinaro: Gisèle
- 1965:  Cent briques et des tuiles de Pierre Grimblat: Ida
- 1965: La redevance du fantôme (TV) (Premi Albert Ollivier 1966) de Robert Enrico: Miss Diamond
- 1965: Des filles pour l'armée (Le Soldatesse) Premi especial d'Argent al Festival Internacional de Cinema de Moscou 1965 - de Valerio Zurlini: Eftichia
- 1965: Marie-Chantal contre le docteur Kha de Claude Chabrol: Marie-Chantal
- 1967: Le Treizième Caprice de Roger Boussinot: Fanny
- 1967: Jack of Diamonds de Don Taylor: Olga
- 1968: Kean, un rei de teatre (TV) de Marcel Moussy: La Comtessa Elena de Koefeld
- 1970: La Hobereaute (òpera parlada de Jacques Audiberti), posada en escena Georges Vitaly, en diferit de l'Hotel de Béthune-Sully en el marc del Festival del Marais, realització de Philippe Laïk: La Hobereaute
- 1972: Le Petit Poucet de Michel Boisrond: la reina
- 1977: Emmenez-moi au Ritz (TV) de Pierre Grimblat: aparició com a Marie Laforêt
- 1979: Flic ou voyou de Georges Lautner: Edmonde Puget-Rostand
- 1982: Les Diplômés du dernier rang de Christian Gion: Dominique
- 1982: Que les gros salaires lèvent le doigt ! de Denys Granier-Deferre: Rose (no surt als crèdits)
- 1984: Les Morfalous d'Henri Verneuil: Hélène Laroche-Fréon
- 1984: Pauline ou l'écume de la mer (TV) de Patrick Bureau, d'una obra de Gabriel Arout: Pauline
- 1984: Joyeuses Pâques de Georges Lautner: Sophie Margelle
- 1985: Le Pactole de Jean-Pierre Mocky: Greta Rousselet
- 1985: Tangos, l'exil de Gardel (Gran Premi especial del Jurat Festival de Venècia 1985) de Fernando Ezequiel Solanas: Mariana
- 1987: La Piovra 3 (TV) sèrie en 4 episodis de Luigi Perelli: Anna Antinari
- 1987: Sale Destin de Sylvain Madigan: Marthe Marboni
- 1987: Fucking Fernand de Gérard Mordillat: Lotte
- 1987: Il est génial papy ! de Michel Drach: Louise
- 1988: Le Loufiat (TV) d'Annie Butler: Françoise May
- 1989: La Folle journée ou Le mariage de Figaro de Roger Coggio: la comtessa
- 1989: La Bugiarda (TV), dos episodis, de Franco Giraldi: la Signora Elvira
- 1990: 'L'Avaro de Tonino Cervi: comtessa Isabella Spinosi
- 1990: Per una fredda mattina di maggio de Vittorio Sindoni: una periodista política
- 1990: 4 Piccole dona (TV) sèrie en 4 episodis de Gianfranco Albano: la mare de les quatre filles
- 1990: Présumé dangereux de Georges Lautner: Théa
- 1991: Cane sciolto 3 (TV), dos episodis, de Giorgio Capitani: Hélène
- 1992: Tutti gli uomini di Sara de Gianpolo Tescari: la mare de Sara
- 1994: Jeudi 12 (TV) de Patrick Vidal: la directora de l'agència de publicitat
- 1994: A che punto è la notte? (TV), dos episodis, de Nanni Loy: la signora Chantal Guidi
- 1995: Ainsi soient-elles de Patrick i Liza Alessandrin: la mare de Marie
- 1995: Dis-moi ouí d'Alexandre Arcady: Mme Villiers
- 1996: Chienne de vie (TV) de Bernard Uzan: Françoise (actriu de teatre)
- 1996: Adrien le Sage (TV) de Jacques Monnet: la comtessa de Pontigny
- 1996: Tykho Moon d' Enki Bilal: Éva
- 1997: Héroïnes de Gérard Krawczyk: Sylvie
- 1997: C'est la tangente que je préfère de Charlotte Silvera: Pétra, la vérité
- 1997: La Durite (curtmetratge 16 minuts) de Philippe J. Cotten
- 1997: Desierto di fuoco (TV) d'Enzo G. Castellari: Va Vogar
- 1998: Vila Vanille (TV), dos episodis, de Jean Sagols: Pronia
- 2000: Jeux pour mourir
- 2001: Le Syndrome de l'adhésif
- 2003: ''Le Président et la voyante - projecte - no rodat
- 2008: Les Bureaux de Dieu de Claire Simon